# Adrián Salcedo Toca
Adrián Salcedo Toca (Esplugues de Llobregat, 5 de febrer de 1994) és un poeta i crític català. L'any 2021 va ser guardonat amb el II Premi Marta Pessarrodona de poesia en la categoria audiovisual i ha estat finalista en dues ocasions del Certamen Art Jove de poesia Salvador Iborra.
Ha publicat articles de crítica a mitjans com el setmanari El Temps i a la revista Caràcters de llibres. A més, ha participat en el debat sobre la influència de la poesia pop tardoadolescent en la literatura actual.

## Premis i reconeixements
- 2018 — Certamen Art Jove de poesia Salvador Iborra[7]
- 2021 — II Premi Marta Pessarrodona de poesia (categoria audiovisual)[2]
- 2024 — Certamen Art Jove de poesia Salvador Iborra[8]